# Лесные Моркваши
Лесные Морква́ши (тат. Урман Морквашы) — село в Набережно-Морквашском сельском поселении Верхнеуслонского района Татарстана.

## История
Село было основано при Казанском ханстве на реке Морквашинка и изначально имело название Моркваши. Что в переводе с марийского языка означает напротив луга, то есть село расположенное на горной стороне. До 1920 года село входило в Верхне-Услонскую волость Свияжского уезда Казанской губернии, а с 1965 года в Верхнеуслонский район.
Жители села занимались земледелием, скотоводством, овчинным и мукомольным промыслами.

## Население
| Год  | Население | Примечание                    |
| ---- | --------- | ----------------------------- |
| 1859 | 884       |                               |
| 1908 | 1310      |                               |
| 1949 | 1074      |                               |
| 1989 | 76        |                               |
| 2010 | 52        |                               |
| 2014 | 28 дворов | Данные избирательной комиссии |